# Temelucha cushmani
Temelucha cushmani är en stekelart som beskrevs av Dasch 1979. Temelucha cushmani ingår i släktet Temelucha och familjen brokparasitsteklar. Inga underarter finns listade i Catalogue of Life.